# 博洛尼亞站
博洛尼亞站（義大利語：Bologna）是羅馬地鐵B線的一個車站。博洛尼亞站是一個地下車站，位於博洛尼亞廣場，車站名稱也由此而來。博洛尼亞站開通於1990年12月。博洛尼亞站是B線和B線支線的交會車站。 

## 外部連結
- Bologna on ATAC （页面存档备份，存于）
- Images of the mosaics